# 夫台
夫台，是东汉后期的夫餘国国王。
汉顺帝永和元年（136年），夫余王至洛阳朝见汉顺帝，汉顺帝和夫余王一起观看了黄门鼓吹、角抵戏的表演。汉桓帝延熹四年（161年），夫余王遣使朝贺进贡。
永康元年（167年），王夫台率兵二万余人入侵玄菟郡，玄菟太守公孙域击败了他，斩首千余级。
汉灵帝熹平三年（174年），汉余和好，夫余又来朝贡。夫餘本属玄菟郡，汉献帝时，改属辽东郡。
夫台王在位在尉仇台作为太子之后，尉仇台作为国王之前，名字相近，而且只有167年一条记录，有学者认为夫台王就是尉仇台。